# Puerto Berrío
Puerto Berrío è uno dei comuni della Colombia nel dipartimento di Antioquia.
Il centro abitato venne fondato da Francisco Javier Cisneros nel 1875, mentre l'istituzione del comune è del 1881.